# Nässen
Nässen är en sjö i Avesta kommun i Dalarna och ingår i Dalälvens huvudavrinningsområde. Sjön har en area på 0,408 kvadratkilometer och ligger 63,6 meter över havet. Sjön avvattnas av vattendraget Norrån.

## Delavrinningsområde
Nässen ingår i det delavrinningsområde (667673-154027) som SMHI kallar för Utloppet av Nässen. Medelhöjden är 77 meter över havet och ytan är 6,17 kvadratkilometer. Det finns inga avrinningsområden uppströms utan avrinningsområdet är högsta punkten. Norrån som avvattnar avrinningsområdet har biflödesordning 2, vilket innebär att vattnet flödar genom totalt 2 vattendrag innan det når havet efter 103 kilometer. Avrinningsområdet består mestadels av skog (77 procent). Avrinningsområdet har 0,4 kvadratkilometer vattenytor vilket ger det en sjöprocent på 6,5 procent.